# Fanático (novela)
El fanático es una novela de suspense del escritor Peter Abrahams publicada en 1995 que trata sobre un aficionado obsesionado con un jugador estrella de béisbol.

## Argumento
Un thriller psicológico que sigue la vida de Bobby Rayburn un jugador de béisbol que pasa por una "mala racha" debido a su baja popularidad cuando un nuevo jugador "Juan Primo", parece ser la estrella. Rayburn vive con su pequeño hijo cerca de la playa, lugar donde entrena. Luego de que Juan Primo fuera encontrado asesinado en un baño de vapor, Rayburn parece ser el principal sospechoso pero ignora los rumores y de nuevo comienza a tener prestigio.
Una tarde su hijo es salvado de ahogarse por un misterioso hombre y en agradecimiento Rayburn lo invita a tomar una copa y a jugar béisbol con él. El recién conocido se hace llamar Gil Renard y se presenta como el mayor fanático de Rayburn. Sin embargo, pronto la psicología de este personaje entra en desequilibrio cuando Rayburn se niega a aceptar que volvió a la fama gracias de la muerte de Primo, y será ahí cuando Renard confiese que fue el quien lo mató y al sentir que su esfuerzo había sido ignorado intenta manipularlo para que gane un juego, o de lo contrario, asesinará a su hijo.

## Adaptación
En 1996, el director de cine Tony Scott llevó al cine la historia de Abrahams bajo el título The Fan, un thriller que maneja el suspenso en su personaje principal Gil Renard, interpretado por Robert De Niro.